# Karolina Kocięcka
Karolina Kocięcka (ur. 1875 w Warszawie, data śmierci nieznana) – pierwsza polska rekordzistka rowerowa, zwyciężczyni wielu rajdów w Polsce i za granicą.

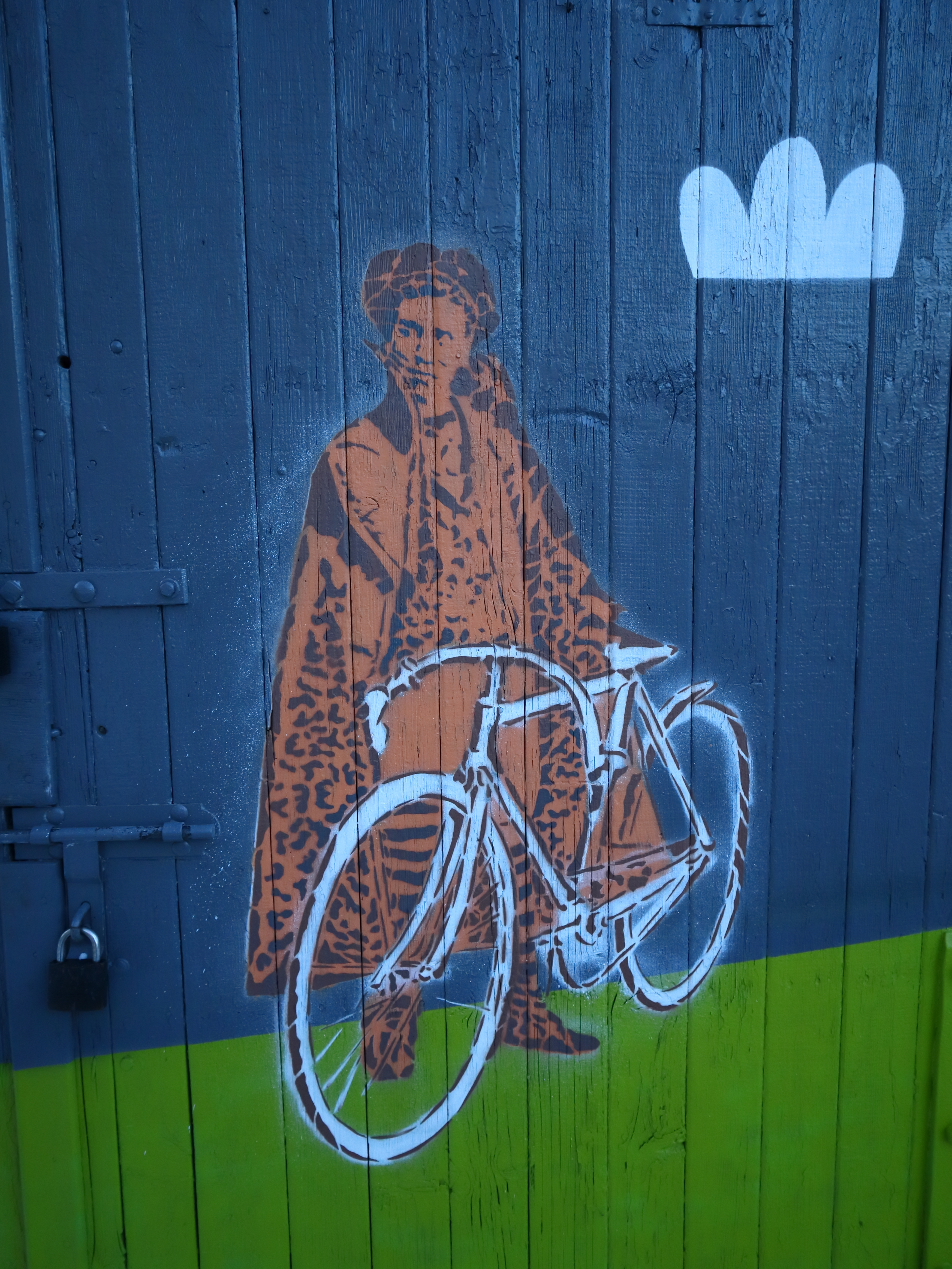
Mural w Warszawie na ulicy Nowolipie 23

Brała udział w zawodach torowych, wygrywając niejednokrotnie z mężczyznami (kobiety dopiero zaczynały starty w sportach rowerowych). Po sukcesach na torze zaczęła brać udział w rajdach rowerowych, na trasach takich jak Moskwa-Petersburg czy Warszawa-Paryż. Przez prasę w tym czasie z racji swojej szybkości i wytrzymałości była nazywana latającą diablicą.

## Wczesna kariera
Karolina Kocięcka urodziła się w 1875 roku w Warszawie jako trzecie i ostatnie dziecko. Kiedy miała zaledwie 10 miesięcy zmarła jej matka. Wczesna śmierć matki miała wpływ na jej wychowanie - głównie w męskim towarzystwie ojca i dwóch starszych braci. Po raz pierwszy wyjechała na warszawskie ulice rowerem w wieku nastoletnim budząc zgorszenie poruszając się na dwukołowej maszynie odziana w męski strój sportowy (u schyłku XIX wieku wielu ludzi nie było przyzwyczajonych do widoku roweru).
Początkowo ścigała się głównie na torze. Szybko zdobywane sukcesy zaowocowały startami w rajdach rowerowych.  Pierwszym dużym osiągnięciem dla Kocięckiej był podwarszawski wyścig na 25 wiorst (ok. 27 km) zorganizowany w 1891 roku. Początkowo, jak mówi: „[…] oczywiście na starcie, jak zwykle, mieli stanąć wyłącznie mężczyźni” – wspominała cyklistka blisko czterdzieści lat później w czasie wywiadu w Rzymie. „Zaprotestowałam, prosząc […], aby w wyścigu mogły startować również kobiety […]. Usłyszałam wtedy, że jestem właściwie jeszcze dzieckiem, a nie kobietą, ale ostatecznie zgodzili się”. Za jej sprawą na linii startowej, prócz kilkunastu mężczyzn stanęło w sumie siedem kobiet różnych narodowości. Dotarła na metę pierwsza budząc osłupienie widowni „Najpierw była konsternacja, zdumienie, ale później radość i pochwały. A mnie to tylko podbudowało na duchu, zaczęłam marzyć o nowych występach. Rower i szosa były dla mnie wszystkim”.
W 1896 roku została zaproszona  do Lwowa na 75-wiorstowy (ok. 80 km) wyścig. By dotrzeć na miejsce, musiała przedostać się przez granicę, dzielącą Kongresówkę i zabór austriacki, nie mając na to żadnego zezwolenia. W tym  celu przekupiła rosyjskiego żandarma oraz nocą przebiegła przygraniczny odcinek przez las. „[…] proszę sobie wyobrazić, jak w lakierkach i krótkich pantalonach, ażurowych pończochach biegłam lasem, potem przechodziłam przez rzekę, a później, jeszcze sześć kilometrów szłam do najbliższej stacji kolejowej”. Cyklistka dotarła pomyślnie na miejsce, gdzie pokonując 20 mężczyzn  zdobyła pierwsze miejsce w rajdzie.
Karolina Kocięcka zwyciężyła pierwszy publiczny wyścig damski na dystansie 27 km odbywający się 1 sierpnia 1887 roku na szosie za Jabłonną zostając najbardziej znaną cyklistką tamtego okresu. Często pisano o niej w prasie jako osobliwości, fanatyczce sportu cyklowego.
Na zaproszenie organizatorów przybyła w 1898 roku do Petersbuga na odbywający się tam, kolejny już, wyścig stadionowy na czas. „Trzeba było jeździć wokoło dwanaście godzin bez przerwy. Stanęłam na starcie. Pompa niebywała. Dziesiątki tysięcy ludzi i kilka wojskowych orkiestr. Prawdziwy piknik. Startowało dziewiętnaście wybitnych kolarzy Europy”. Po dwunastu godzinach nieprzerwanej, zaś pod koniec już samotnej jazdy (wszyscy pozostali zawodnicy zrezygnowali) Kocięcka dotarła do mety i odniosła kolejne zwycięstwo, ustanawiając do tego kobiecy rekord świata (który później dwukrotnie poprawiła).  Wówczas została przez prasę nazwana Latającą Diablicą. „Gdy zeszłam z roweru byłam zwinięta w kłębek” – wspominała. „Nóg nie mogłam rozprostować, ale cieszyłam się bardzo z tego zwycięstwa, gdyż wszyscy wiedzieli dobrze, że jestem Polką”.

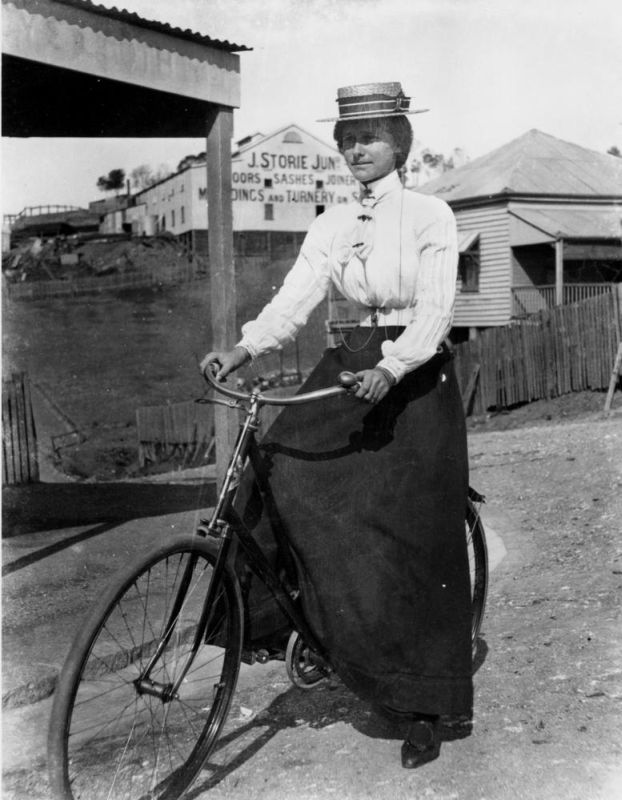
Rowerzystka w Brisbane w Australii, ostatnia dekada XIX w.

Mimo zwycięstw i uplasowania się na wysokim miejscu w europejskim sporcie, do którego prawa nikt nie mógł jej już odmówić, Kocięcka nadal spotykała się z nieprzychylnymi reakcjami rodaków. Jak sama później stwierdziła, nie baczyła na negatywny stosunek rodziny i „śmiech ulicy”: „[…] startowałam i biłam rekordy na 100, 300 i 400 wiorst. Bawiło mnie to, żyłam tym”. Warto w tym miejscu nadmienić, że w samym tylko 1899 roku Kocięcka uzyskała najlepszy rezultat aż 75 razy.

## Podróż do Francji
W 1900 roku udała się do Paryża na Światową Wystawę Powszechną (15.04 - 12.11.1900) i Igrzyska Olimpijskie (14.05 - 28.10.1900).
W niedzielę 16 września o godzinie 9 w towarzystwie koleżanki ukrywającej się pod pseudonimem Dedi (była to niejaka pani Dermenczug), Kocięcka wyruszyła w podróż z warszawskich Bielan nad Sekwanę. Trasę Warszawa–Paryż wyznaczyła sobie przez Poznań, Berlin, Kolonię i Reims. Sygnał do startu dali redaktorzy popularnego pisma sportowego Kolarz, Wioślarz i Łyżwiarz, a prasa szeroko rozpisywała się o tym wydarzeniu. Panie chciały przejechać w dwa tygodnie aż 1740 km, co znaczyło, że każdego dnia musiały pokonać średnio 125 km – bez względu na pogodę, jakość drogi czy topografię trasy.
Kocięcka wybrała na wyprawę 30 funtowy (12,28 kg) rower szosowy francuskiej firmy Clement. Dziennikarze podkreślali, że sportsmenka obciążyła swój pojazd zaledwie 10 funtami (4 kg) bagażu osobistego i podstawowego osprzętu rowerowego. Informacja ta wzbudziła zdziwienie, gdyż kobieta w podróży kojarzyła się mężczyznom z niezliczonymi kuframi ubrań i kosmetyków.
Pierwszego dnia cyklistki nocowały w Kutnie. Kolejnego, przez Koło i Konin, dojechały do Słupcy, gdzie przekroczyły granice rosyjsko-pruską i zatrzymały się na noc we Wrześni. W trzecim dniu podróży Kocięcka  telegrafowała do redakcji Kolarza, Wioślarza i Łyżwiarza: „We wtorek o godz. 8 rano przybyliśmy do Poznania. Pogoda śliczna, nic nam się w rowerach nie psuje, a co do szosy, to trudno ją porównać nawet z torem warszawskim na Dynasach”.
W stolicy Wielkopolski zdarzyła się im poważna awaria roweru, wskutek czego plan jazdy uległ korekcie. Nocowały we wsi Kwilcz oddalonej od Poznania o 70 km. Po dwóch kolejnych dniach Kocięcka i Dermenczug wjechały do Berlina, kolejno przez Hanower i Kolonię do granicy z Belgią. Odległość blisko 750 km Polki pokonały w tydzień.
Nazajutrz rano, w trzynastym dniu podróży, panie były w belgijskim miasteczku Flemalle odległym od stolicy Francji o ponad 350 km. Do Paryża udało im się dotrzeć w dwie doby.
Drogę powrotną do Warszawy również przebyła rowerem.
W następnym roku zmierzyła się z trasą Petersburg–Warszawa–Moskwa wynoszącą ponad 5 tysięcy wiorst. Kocięcka pokonała dystans w sześć tygodni. Sprzęt spisywał się dobrze, obyło się bez wypadku „Dopiero 17 km przed finiszem – siedemnaście razy pękały mi opony, tak były poprzecierane. Ta »siedemnastka« była jednak dla mnie szczęśliwa, gdyż rajd skończyłam zdrowo i w dobrym czasie, ustanawiając nieznane dotąd rekordy rajdowe. Był to rok 1901”. Cyklistka przebyła równo 5227 wiorst (ok. 5577 km). Po powrocie przesiadła się chwilowo na motocykl, aby przebyć rajd dookoła Finlandii. W wyścigach startowała jeszcze kilka lat.
Po zakończeniu kolarskiej kariery Karolina Kocięcka była pionierką wśród kobiecych automobilistek, również jako jedna z pierwszych kobiet zdała w Paryżu egzamin na prawo jazdy.

## Największe sukcesy
Z biegiem lat pamięć o wyczynach Karoliny Kocięckiej zacierała się. „Już niewielu pozostało kolegów, z którymi startowałam i wybijałam »okno« do Europy dla polskiego sportu” – stwierdziła w 1934 roku.
- Zwycięstwo w pierwszym publicznym wyścigu damskim na dystansie 27 km (1 sierpnia 1897 r. na szosie za Jabłonną)[2]
- 9. miejsce w wyścigu Moskwa – Petersburg[5]